# وراء (بعدان)

تعديل مصدري - تعديل

وراء هي إحدى قرى عزلة المشكي بمديرية بعدان التابعة لمحافظة إب، بلغ تعداد سكانها 435 نسمة حسب تعداد اليمن لعام 2004.